# Palo Verde
Palo Verde és una concentració de població designada pel cens dels Estats Units a l'estat de Califòrnia. Segons el cens del 2000 tenia 236 habitants.

## Demografia
Segons el cens del 2000, Palo Verde tenia 236 habitants, 130 habitatges, i 60 famílies. La densitat de població era de 154,4 habitants/km².
Dels 130 habitatges en un 16,9% hi vivien nens de menys de 18 anys, en un 35,4% hi vivien parelles casades, en un 6,2% dones solteres, i en un 53,8% no eren unitats familiars. En el 50% dels habitatges hi vivien persones soles el 33,1% de les quals corresponia a persones de 65 anys o més que vivien soles. El nombre mitjà de persones vivint en cada habitatge era d'1,82 i el nombre mitjà de persones que vivien en cada família era de 2,63.
Per edats la població es repartia de la següent manera: un 17,8% tenia menys de 18 anys, un 1,3% entre 18 i 24, un 19,5% entre 25 i 44, un 29,2% de 45 a 60 i un 32,2% 65 anys o més.
L'edat mediana era de 55 anys. Per cada 100 dones de 18 o més anys hi havia 104,2 homes.
La renda mediana per habitatge era de 12.772 $ i la renda mediana per família de 14.333 $. Els homes tenien una renda mediana de 13.281 $ mentre que les dones 9.792 $. La renda per capita de la població era de 7.275 $. Entorn del 44,7% de les famílies i el 47,3% de la població estaven per davall del llindar de pobresa.

## Poblacions més properes
El següent diagrama mostra les poblacions més properes.